# Žydrūnas Ilgauskas
Žydrūnas Ilgauskas (Kaunas, URSS, 5 de junio de 1975) es un exjugador de baloncesto lituano, nacionalizado estadounidense, que disputó 13 temporadas en la NBA, de las cuales doce fueron con los Cleveland Cavaliers y una con Miami Heat. Mide 2,21 metros y su posición natural era la de pívot.

## Trayectoria
Fue seleccionado por Cleveland Cavaliers en la 20.ª posición de la 1.ª ronda en el Draft de 1996 procedente de Lituania.
El 20 de marzo de 2009, durante el transcurso del partido contra Atlanta Hawks superó la marca de los 10 000 puntos a pesar de haber tenido una serie de lesiones en los pies en sus 13 campañas como profesional en la NBA, es el cuarto jugador de la franquicia que consigue superar este registro.
El 17 de febrero de 2010, fue traspasado a Washington Wizards como parte de un intercambio a tres bandas, junto con una primera ronda del draft de 2010 y los derechos de Emir Preldžič; Antawn Jamison se marchaba desde Washington a Cleveland Cavaliers; Drew Gooden de Washington a Los Angeles Clippers, Al Thornton de Los Ángeles a Washington y Sebastian Telfair de Los Ángeles a Cleveland. No obstante, al poco tiempo fue cortado por los Wizards y regresó a los Cavaliers hasta final de temporada.
El 13 de julio de 2010 fichó por Miami Heat junto a su compañero LeBron James. A pesar de lo mediático del traspaso de la megaestrella, no se consiguió el título. Justo antes de comenzar la temporada siguiente, el 1 de octubre de 2011 anunció su retirada.
El 8 de marzo de 2014 los Cavaliers retiraron su camiseta con el número 11 como homenaje a su carrera, convirtiéndose en el tercer jugador europeo en recibir tal honor en la NBA, tras Dražen Petrović y Vlade Divac.

## Selección nacional
A pesar de ser uno de los mejores jugadores lituanos de la historia, Ilgauskas no llegó a jugar nunca una fase final de una competición oficial con Lituania. Sí lo hizo en fases previas, lo que le privó de tener un palmarés más amplio. Las lesiones que tuvo a lo largo de su carrera le hicieron reservarse para cada temporada en la NBA.

## Estadísticas de su carrera en la NBA

### Temporada regular
| Año      | Equipo    | PJ  | PT  | MPP  | %TC  | %3P  | %TL   | RPP | APP | ROB | TPP | PPP  |
| -------- | --------- | --- | --- | ---- | ---- | ---- | ----- | --- | --- | --- | --- | ---- |
| 1997–98  | Cleveland | 82  | 81  | 29.0 | .518 | .250 | .762  | 8.8 | .9  | .6  | 1.6 | 13.9 |
| 1998–99  | Cleveland | 5   | 5   | 34.2 | .509 | .000 | .600  | 8.8 | .8  | .8  | 1.4 | 15.2 |
| 2000–01  | Cleveland | 24  | 24  | 25.7 | .487 | .000 | .679  | 6.7 | .8  | .6  | 1.5 | 11.7 |
| 2001–02  | Cleveland | 62  | 23  | 21.4 | .425 | .000 | .754  | 5.4 | 1.1 | .3  | 1.4 | 11.1 |
| 2002–03  | Cleveland | 81  | 81  | 30.0 | .441 | .000 | .781  | 7.5 | 1.6 | .7  | 1.9 | 17.2 |
| 2003–04  | Cleveland | 81  | 81  | 31.3 | .483 | .286 | .746  | 8.1 | 1.3 | .5  | 2.5 | 15.3 |
| 2004–05  | Cleveland | 78  | 78  | 33.5 | .468 | .286 | .799  | 8.6 | 1.3 | .7  | 2.1 | 16.9 |
| 2005–06  | Cleveland | 78  | 78  | 29.3 | .506 | .000 | .834  | 7.6 | 1.2 | .5  | 1.7 | 15.6 |
| 2006–07  | Cleveland | 78  | 78  | 27.3 | .485 | .000 | .807  | 7.7 | 1.6 | .6  | 1.3 | 11.9 |
| 2007–08  | Cleveland | 73  | 73  | 30.4 | .474 | .000 | .802  | 9.3 | 1.4 | .5  | 1.6 | 14.1 |
| 2008–09  | Cleveland | 65  | 65  | 27.2 | .472 | .385 | .799  | 7.5 | 1.0 | .4  | 1.3 | 12.9 |
| 2009–10  | Cleveland | 64  | 6   | 20.9 | .443 | .478 | .743  | 5.4 | .8  | .2  | .8  | 7.4  |
| 2010–11  | Miami     | 72  | 51  | 15.9 | .508 | .000 | .783  | 4.0 | .4  | .3  | .8  | 5.0  |
| Total    | Total     | 843 | 724 | 27.2 | .476 | .310 | .780  | 7.3 | 1.1 | .5  | 1.6 | 13.0 |
| All-Star | All-Star  | 2   | 0   | 10.5 | .556 | .000 | 1.000 | 3.5 | .5  | .0  | 1.0 | 6.0  |

### Playoffs
| Año   | Equipo    | PJ | PT | MPP  | %TC  | %3P  | %TL  | RPP | APP | ROB | TPP | PPP  |
| ----- | --------- | -- | -- | ---- | ---- | ---- | ---- | --- | --- | --- | --- | ---- |
| 1998  | Cleveland | 4  | 4  | 36.8 | .571 | .000 | .520 | 7.5 | .5  | .5  | 1.2 | 17.3 |
| 2006  | Cleveland | 13 | 13 | 27.2 | .454 | .000 | .750 | 6.3 | .8  | .4  | 2.1 | 10.4 |
| 2007  | Cleveland | 20 | 20 | 32.5 | .492 | .000 | .838 | 9.7 | .9  | .4  | .8  | 12.6 |
| 2008  | Cleveland | 13 | 13 | 30.2 | .479 | .000 | .818 | 7.5 | 1.6 | .4  | 1.1 | 13.1 |
| 2009  | Cleveland | 14 | 14 | 29.1 | .449 | .154 | .636 | 7.8 | 1.2 | .4  | .9  | 10.5 |
| 2010  | Cleveland | 7  | 0  | 9.9  | .385 | .000 | .667 | 1.6 | .4  | .0  | 1.0 | 1.7  |
| 2011  | Miami     | 9  | 8  | 11.6 | .467 | .000 | .667 | 3.6 | .3  | .0  | .3  | 3.6  |
| Total | Total     | 80 | 72 | 26.5 | .477 | .154 | .744 | 6.9 | .9  | .3  | 1.1 | 10.2 |

## Logros y reconocimientos
- 2 veces All-Star Game (2003, 2005).
- Elegido para el equipo de Rookies NBA (1998).
  - MVP del Rookie Challenge (1998)
- Dos veces Finalista de la NBA (2007, 2011)
- Dorsal #11 retirado por Cleveland Cavaliers